# جمعية إحياء التراث الإسلامي
جمعية إحياء التراث الإسلامي هي جمعية خيرية نفع عام تحت مظلة وزارة الشئون الاجتماعية والعمل بدولة الكويت، أنشئت عام 1982 على يد مجموعة من رجال الكويت منهم الشيخ عبد الله السبت والشيخ طارق العيسى وخالد سلطان بن عيسى والشيخ عبدالوهاب السنين ودخيل الجسار والشيخ عبد الرحمن عبد الخالق. كان مقر الجمعية في بداية الأمر في منطقة الشويخ ثم انتقلت بعد ذلك إلى منطقة قرطبة ق5 مقابل الجمعية التعاونية، تنتهج الجمعية النهج السلفي، لها لجان عدة في أغلب مناطق الكويت تعنى بالجوانب الدعوية والإغاثية الخيرية بدعم من المحسنين والمانحين وقد حظت هذه الجمعية بمباركة عبد العزيز آل الشيخ مفتي الديار السعودية وغيره من العلماء مثل الشيخ عبدالعزيز بن باز.

## مشروع كبار العلماء
مشروع كبار العلماء هو مشروع إسلامي منضوي تحت مظلة جمعية إحياء التراث الإسلامي ووزارة الشؤون الاجتماعية في دولة الكويت وهدفها هو جمع المواد العلمية للعلماء المعاصرين وترتيبها وتنقيحها ومن ثَمَّ نشرها ليتم الاستفادة منها. وقد تم إنشاء موقع إلكتروني وقناة على اليوتيوب لكل عالم من العلماء المعاصرين مثل المشايخ عبد العزيز بن باز ومحمد بن صالح العثيمين ومحمد ناصر الدين الألباني وصالح الفوزان وغيرهم من العلماء، بالإضافة لإنشاء حساب على تطبيق انستقرام وتويتر وبعض التطبيقات الأخرى.

### ميزانية المشروع
يحتاج المشروع للتمويل في العام الواحد إلى أموال بقيمة 24 ألف دينار كويتي، والتكلفة الشهرية هي 2000 دينار. ومدير المشروع هو الشيخ وليد الصالح.

## أهداف الجمعية
1. نشر الإسلام الصحيح كما رسمه الرسول صلى الله عليه وسلم وفق فهم الصحابة رضوان الله عليهم.
2. تحذير الناس من البدع والمنكرات في الدين وتنقيته من هذه الشوائب.
3. إعانة الأسر المحتاجة والمتعففة داخل الكويت.
4. إغاثة الناس في الدول الفقيرة والمحتاجة من الغذاء والشراب واللباس والدواء.
5. بناء المساجد وحفر الآبار وبناء المدارس والمستشفيات في هذه الدول.

## لجان الجمعية

### لجنة الدعوة والإرشاد
تعتبر لجنة الدعوة والإرشاد من اللجان النشطة جداً في فرع الصباحية وهي إحدى القنوات الخيرية الفعالة البناءة التي تسعى جاهدة لحمل رسالة الدعوة والحفاظ على التراث الإسلامي المجيد من خلال الدعوة إلى الله بالحكمة والموعظة الحسنة.

### لجنة المشاريع الإسلامية
ومن أهم أهداف هذه اللجنة سد حاجات المسلمين داخل وخارج الكويت وذلك بإقامة المشاريع الإسلامية.

### لجنة الزكاة والصدقات
ومن أهم أهدافها إحياء فريضة الزكاة وتوزيع أموال الزكاة والصدقات والكفارات والنذور على فقراء المسلمين داخل الكويت.

### اللجنة النسائية
تعتبر اللجنة النسائية من أهم اللجان العاملة بفرع الصباحية حيث إنها تهتم بتثقيف النساء وتعليمهن دينهن من خلال:
1. إقامة الدروس الوعظية والعلمية والفقهية.
2. تعليم اللغة العربية لكبار السن من النساء.
3. إقامة الحلقة الدائمة لتحفيظ القرآن للفتيات في مسجد ضاحية الصباحية.

### مركز الجيل الصالح الصيفي
تم إنشاء مركز الجيل الصالح الصيفي في عام 1998 ومن أهم أهداف هذا المركز التي أنشئ من أجلها المحافظة على أبناء المنطقة خلال عطلة الصيف وعدم تركهم للفراغ القاتل يفتك بهم بوسائله خاصة في ظل هذه الظروف التي يمر بها المسلمين من تغريب وتوفر وسائل الإفساد وتأثير الإعلام السلبي، حيث تم تخصيص منهج تعليمي وتربوي وترويحي خلال عطلة الصيف وقد احتوى هذا المنهج على ما يلي:
1. تحفيظ القرآن الكريم والسيرة النبوية
2. تعليم الكمبيوتر
3. تعليم اللغة الإنجليزية
4. القيام برحلات علمية وترفيهية
5. توفير مواصلات وإفطار جماعي يومياً
6. إقامة حفل لطلبة المركز في نهاية الدورة الصيفية

كذلك تم تهيئة ديوانية في لجنة الدعوة والإرشاد للشباب يلتقون بها كل يوم أربعاء ويطرح في هذه الديوانية مواضيع الأخلاق والآداب والمفاهيم الإسلامية العامة.
كذلك يقوم المركز بالإعلان عن رحلة عمرة سنوية وزيارة لبعض المشايخ لتعرف عليهم والاقتداء بهم والاستفادة من علمهم تحت إشراف مشرفين تربويين لغرس القيم والأخلاق الإسلامية.

## اللجان الفرعية
ولتنفيذ هذه الأهداف فقد تضمنت الجمعية إدارات ولجان أساسية وكذلك فروع ولجان فرعية لدعم وإنجاز هذه الأهداف ومن هذه اللجان والإدارات.

### المشاريع الداخلية
1. بناء المساجد داخل الكويت مثل (مسجد الشيخ محمد بن عثيمين · مسجد الهادي · مسجد الرحمن · مسجد الإمام الدارمي · مسجد سيف النامي · مسجد الإمام الطحاوي بمنطقة أم الهيمان)
2. توزيع حقيبة الطالب المدرسية داخل الكويت على الأسر الفقيرة
3. توزيع كسوة الشتاء من دفايات وبطانيات على الأسر الفقيرة داخل الكويت لهذا العام
4. توزيع زكاة الفطر وتوزيعها على الأسر الفقيرة داخل الكويت
5. إقامة مشروع إفطار الصائم في شهر رمضان المبارك داخل الكويت
6. إقامة مشروع ذبح الاضاحي داخل وخارج الكويت
7. دعم بعض المدارس الحكومية بمساعدات مادية
8. توزيع برادات المياه في فصل الصيف داخل وخارج الكويت

### المشاريع الخارجية
1. بناء المساجد
2. حفر الآبار في البلدان الفقيرة
3. بناء المدارس الإسلامية
4. إقامة المراكز الإسلامية
5. مشاريع الإغاثة الموسمية في وقت الكوارث والنكبات والحروب
6. كفالة الأيتام في جميع أنحاء البلاد الإسلامية
7. استقبال الأوقاف الإسلامية من خلال مشروع الوقف الكبير

## إدارة بناء المساجد والمشاريع الإسلامية
ويتبع الإدارة سبع لجان قارية منتشرة داخل دولة الكويت وهي :
1. لجنة العالم العربي (إقامة حلقة تحفيظ القرآن وحلقات فقهية خلال الصيف وإقامة المسابقات العلمية)
2. لجنة القارة الهندية
3. لجنة جنوب شرق آسيا
4. لجنة القارة الأفريقية
5. لجنة مسلمي أوروبا والأمريكتين
6. لجنة مسلمي آسيا الوسطى
7. لجنة إغاثة سوريا

## الوصلات الخارجية
- موقع الجمعية الرسمي
- تبرع لمشاريع الجمعية
- علام الكندري